# Schwedische Eishockeymeisterschaft 1923
Die Saison 1923 war die zweite Austragung der schwedischen Eishockeymeisterschaft. Meister wurde zum insgesamt zweiten Mal in der Vereinsgeschichte der IK Göta.

## Meisterschaft

### Viertelfinale
- Djurgårdens IF – Hammarby IF 2:0

### Halbfinale
- IK Göta – Nacka SK 4:3
- Djurgårdens IF – IFK Stockholm 4:0

### Finale
- IK Göta – Djurgårdens IF 3:0